# Филипс (Висконсин)
Филипс (енгл. Phillips) град је у америчкој савезној држави Висконсин.

## Демографија
По попису из 2010. године број становника је 1.478, што је 197 (-11,8%) становника мање него 2000. године.
| Група             | 2000.         | 2010.         |
| Белци             | 1.620 (96,7%) | 1.392 (94,2%) |
| Афроамериканци    | 0 (0,0%)      | 10 (0,7%)     |
| Азијати           | 12 (0,7%)     | 21 (1,4%)     |
| Хиспаноамериканци | 6 (0,4%)      | 22 (1,5%)     |
| Укупно            | 1.675         | 1.478         |